# Nordenlund

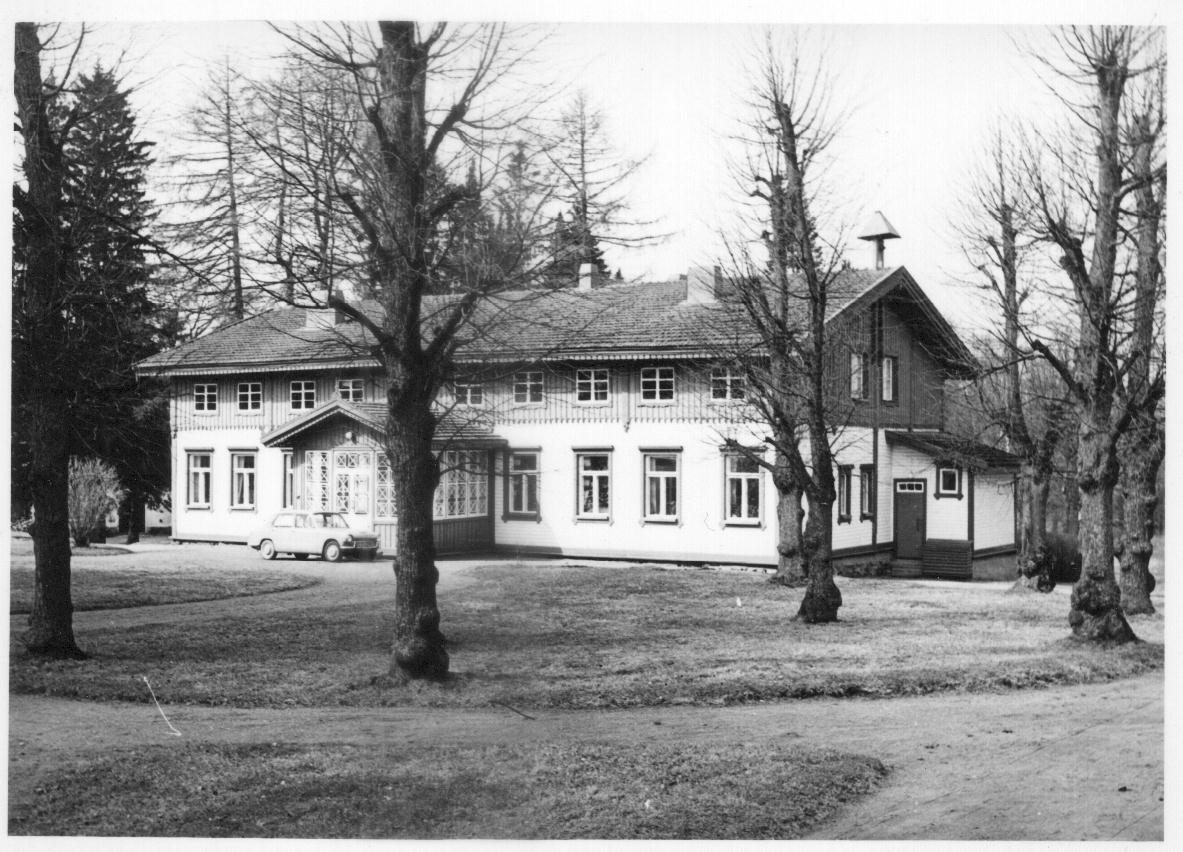
Nordenlund omkring 1967

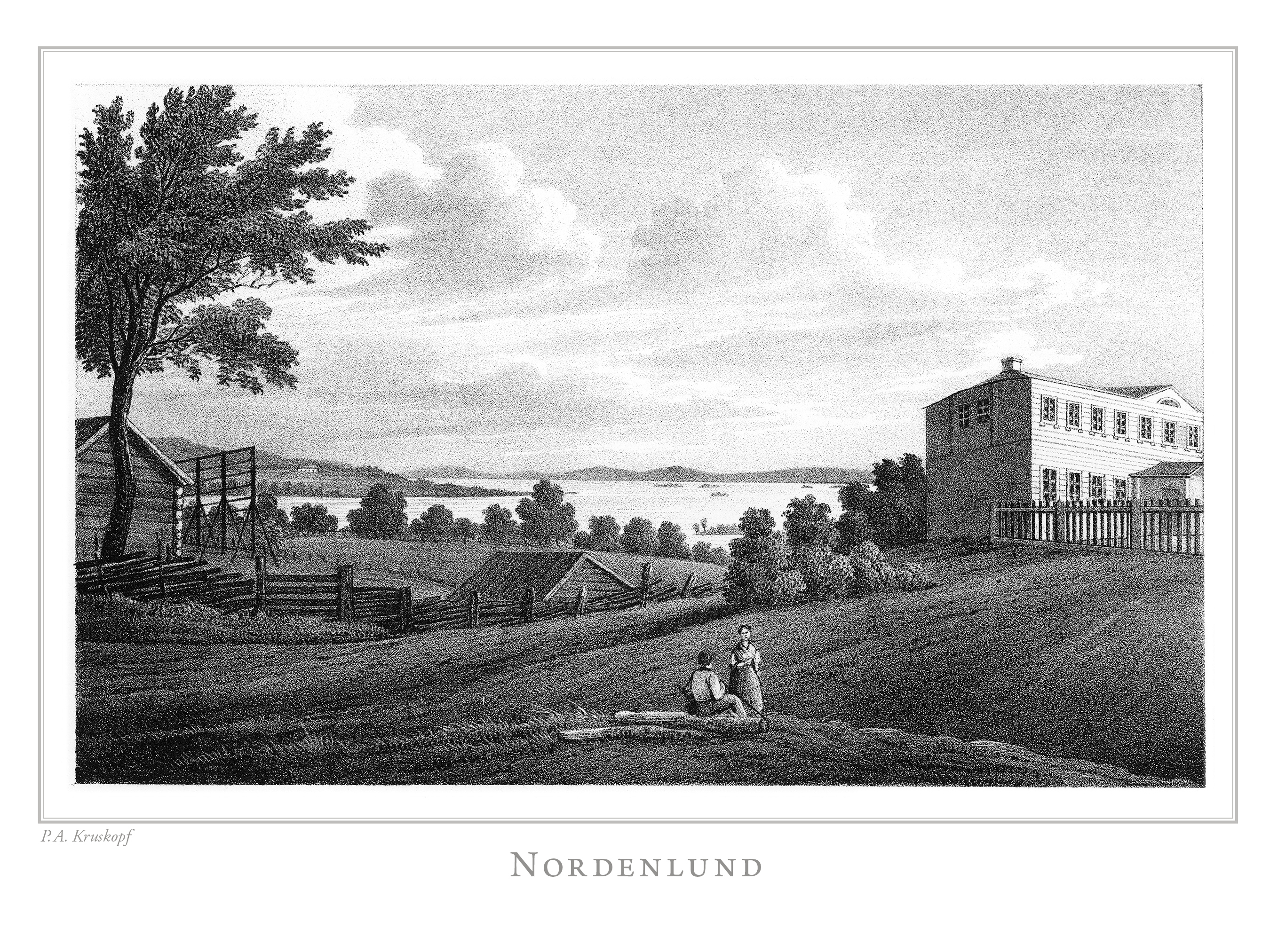
Litografi i Finland framstäldt i teckningar utgiven 1845-1852.

Nordenlund, egendom i byn Nuoramoinen i Sysmä kommun, i Päijänne-Tavastland i Södra Finlands län.
Den första ägaren som finns omnämnd är en Ryttmästare Sigfrid Henricsson, som 1605 fick godset som förläning av Karl IX för sina krigsinsatser och adlades Silfverbögel.
Gården var i samma släkts ägo sedan prosten Mikael Heintzius köpte den 1740 till år 2022. Karaktärshuset är uppfört i slutet av 1700-talet, men har blivit ombyggt i flera omgångar. Nuvarande utseende, utan mansardtak, fick det 1868 efter ritningar av länsarkitekt Alfred Cawén.
Godset har tidigare haft mycket vidsträckta ägor och ett omfattande jordbruk. I dag är främsta verksamheten uppfödande av nötboskap.